# Тяжёлый свет Куртейна
«Тяжёлый свет Куртейна» — книжный цикл Макса Фрая. Его относят к жанру городское фэнтези. Местом действия и некоторыми персонажами перекликается с циклом «Сказки старого Вильнюса».
- «Это мы» (2019. Сборник рассказов, сетевая публикация)
- «Тяжёлый свет Куртейна. Синий» (2018)
- «Тяжёлый свет Куртейна. Жёлтый» (2019)[1]
- «Тяжёлый свет Куртейна. Зелёный», том первый (2020)[2]
- «Тяжёлый свет Куртейна. Зелёный», том второй (2020)
- «Тяжёлый свет Куртейна. Зелёный», том третий (2021)[3] (существует в двух версиях, "Светлой" и "Тёмной"[4])

Помимо печатной версии, существуют аудиокниги, читает Владимир Овуор.
Как и предыдущие книги автора, «Тяжёлый свет Куртейна» пользуется спросом читателей.

## Отзывы и критика
«Повествование балансирует на грани двух миров: реального и фантастического, каждый из которых является изнанкой другого. Автор рассказывает истории тех, кто живёт на границе между мирами: совершенно разных людей, которые при ближайшем рассмотрении оказываются неразрывно связаны между собой.» — пишет Глеб Голицын.
Светлана Евсюкова, последовательно обозревая все тома для журнала «Мир фантастики», отмечает в них характерные для творчества Фрая черты: «типичное романтическое двоемирие», «герои соответствуют романтическим канонам» и повторяемость: «второй том „Зелёного“ поначалу мало отличается от первого (да и от любой другой книги Макса Фрая, если уж на то пошло): упор сделан не на сюжет, а на атмосферу, в которой похожие друг на друга герои».